# Quinault River
Der Quinault River ist ein 105 km langer Fluss auf der Olympic-Halbinsel im US-Bundesstaat Washington. 
Er entspringt tief in den Olympic Mountains im Olympic-Nationalpark und fließt nach Südwesten durch das Enchanted Valley. Einige Kilometer oberhalb des Lake Quinault vereinigt er sich mit seinem Hauptquellfluss, dem North Fork Quinault River. 
Der eigentliche Quinault River wird manchmal oberhalb dieses Zusammenflusses als East Fork Quinault River bezeichnet. Unterhalb dieses Zusammenflusses markiert der Fluss die Grenze des Olympic-Nationalparks für einige Kilometer, bevor er in den Lake Quinault fließt. Danach fließt der Quinault River nach Südwesten, bis er den Pazifik bei Taholah erreicht.
Der Fluss ist nach den am Unterlauf ansässigen Indianern, den Quinault benannt.